# Alvajärvi (sjö i Jyväskylä, Mellersta Finland)
Alvajärvi är en sjö i Finland. Den ligger i kommunen Jyväskylä i landskapet Mellersta Finland, i den centrala delen av landet, 240 km norr om huvudstaden Helsingfors. Alvajärvi ligger 94,4 meter över havet. Den är 16,45 meter djup. Arean är 2,09 kvadratkilometer och strandlinjen är 12,53 kilometer lång. Sjön  ingår i Kymmene älvs huvudavrinningsområde.   Den ligger vid sjön Palokkajärvi. I omgivningarna runt Alvajärvi växer i huvudsak barrskog.